# Dalby Kirke (Faxe Kommune)
 For alternative betydninger, se Dalby Kirke. (Se også artikler, som begynder med Dalby Kirke)
Dalby Kirke er sognekirken i Sønder Dalby Sogn i Faxe Kommune.
Efter reformationen tilhørte kirken dels kronen, dels de lokale herregårde. Fra 1747 til 1917 hørte kirken under Bregentved. Herefter overgik den til selveje.
Kirken er en oprindelig romansk kirke, der omkring 1300 er forlænget mod øst (unggotisk kor). Mellem 1350–1400 blev hvælvet. I 1400-tallet tid blev kirken forlænget mod vest.
Omkring 1500 blev den forsynet med våbenhus, kapel og sakristi. Døbefonten er en romansk granitfont.
Orglet er bygget af Gunnar Husted, Fredensborg, i 1989. Altertavlen er malet i 1848 af Jørgen Roed. Prædikestolen er i højrenæssance fra ca. 1605. Kirken blev renoveret 2001-02.

## Series Pastorum
Kirkens Series Pastorum strækker sig tilbage til 1536.
| Bertel Pederseen            | Død 1564  |
| Hans Mariager               | 1564-1576 |
| Poul Nielsen                | 1576-1596 |
| Mads Madsen                 | 1596-1601 |
| Jørgen Lauritsen            | 1601-1616 |
| Niels Desiderius Foss       | 1616-1652 |
| Hans Clausen Rossing        | 1652-1660 |
| Peder Rasmussen Nøring      | 1660-1687 |
| Hans Pedersen Svane         | 1687-1719 |
| Vilhelm Jakobsen Lindam     | 1719-1758 |
| Hans Ludvig Pontoppidan     | 1758-1770 |
| Hans Hansen Schousboue      | 1770-1798 |
| Hannibal Brandt             | 1798-1831 |
| Ludvig Ferdinand Luplau     | 1831-1837 |
| Carl Niels Edvard Markussen | 1837-1859 |
| Emil Anton Conrad Olsen     | 1859-1872 |
| Andreas Laurits Carl Listov | 1872-1889 |
| Harald Ludvig Petersen      | 1889-1890 |
| Halmar Blom                 | 1891-1914 |
| Gutzon Peter Münster        | 1914-1932 |
| Jørgen Christian Nisse      | 1932-1940 |
| Arne Olfert Martin Majvang  | 1940-     |

## Eksterne kilder og henvisninger
- Dalby Kirke hos KortTilKirken.dk
- Dalby Kirke i bogværket Danmarks Kirker (udg. af Nationalmuseet)

- Wikimedia Commons har flere filer relateret til Dalby Kirke (Faxe Kommune)